# غوان مقرن
غوان مقرن (الاسم العلمي: Oreophasis derbianus) هو نوع من الطيور يتبع جنس الغوان جبلي من فصيلة القرازية.